# Calle Victoria (Sídney)
La Calle Victoria (en  inglés: Victoria Street) es una calle en Sídney, Australia, que pasa a través de los suburbios de Darlinghurst, Potts Point y la localidad de Kings Cross. Posee aproximadamente 1,6 kilómetros de longitud.
En su extremo sur, Victoria Street comienza en Oxford Street, Darlinghurst. Se va hacia el norte a través de la localidad de Kings Cross, donde forma una gran intersección con George St. Más al norte, continúa a través de Potts Point para terminar en Grantham Street, por encima de la bahía de Woolloomooloo. La calle es una mezcla de edificios residenciales y comerciales, con una serie de viejas casas victorianas, que se han convertido en albergues para mochileros. Entre Earl Street y Grantham Street, Potts Point, los edificios a ambos lados de la calle son patrimonio histórico.